# Саруу (село)
Саруу (кирг. Саруу) — село в Джети-Огузском районе Иссык-Кульской области Кыргызстана. Административный центр Алдашевского аильного округа. Код СОАТЕ — 41702 210 855 01 0.

## Население
По данным переписи 2009 года, в селе проживало 6178 человек.

## Известные уроженцы
- Данияр Кобонов (р.1982) — борец греко-римского стиля, двукратный чемпион Азии, призёр чемпионата мира, заслуженный мастер спорта.
- Кобонов, Данияр Омурбекович — киргизский борец греко-римского стиля, двукратный чемпион Азии, призёр чемпионата мира, заслуженный мастер спорта Кыргызской Республики.
- Алышпаев, Марат Усенович — советский и киргизский актёр театра и кино. Народный артист Кыргызской Республики (2006).
- Алдашев, Байгазы Алдашевич — советский партийный деятель.